# 段ボール

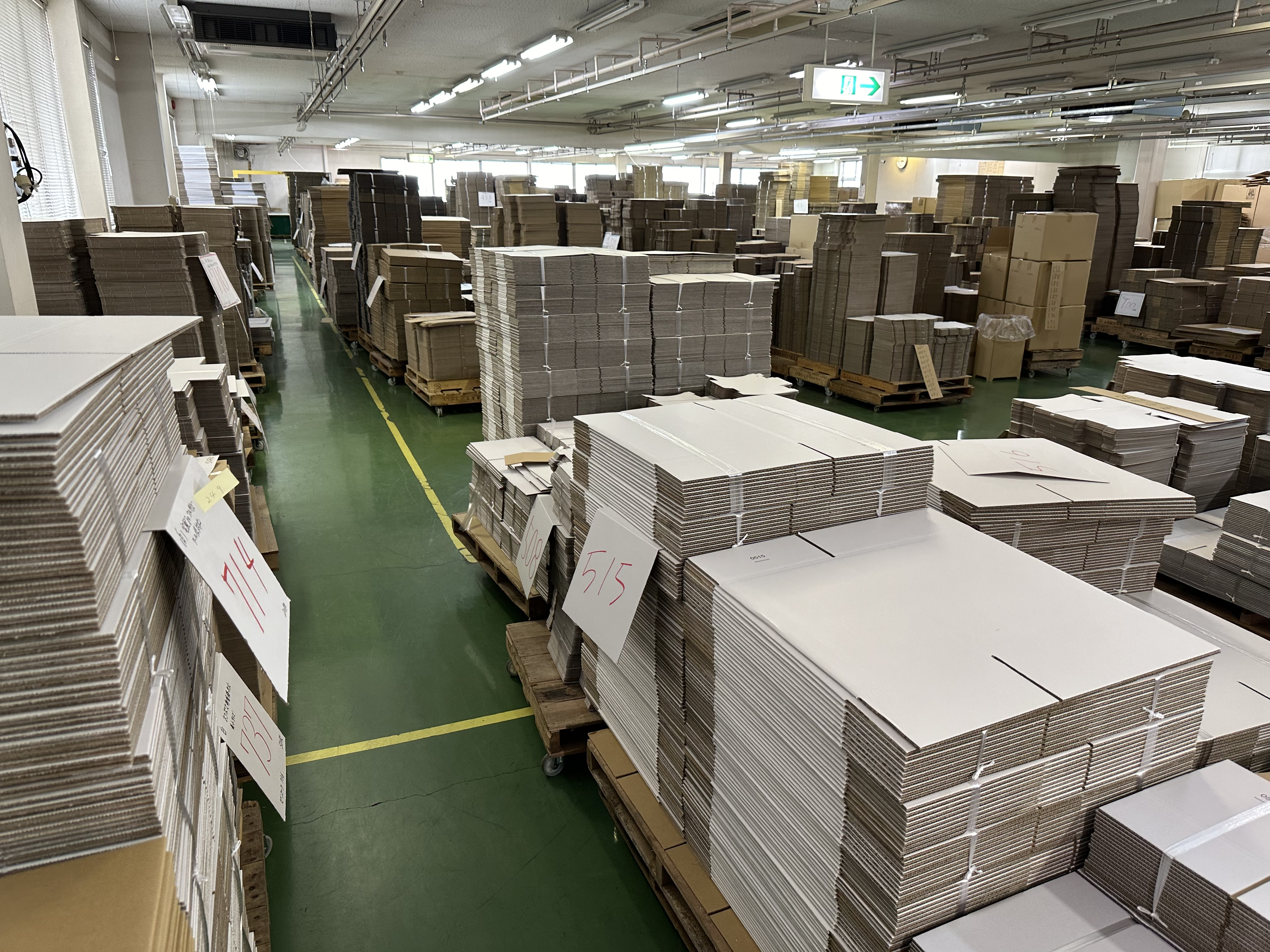
日本の段ボールメーカーに整然と並ぶ製品（アースダンボール）

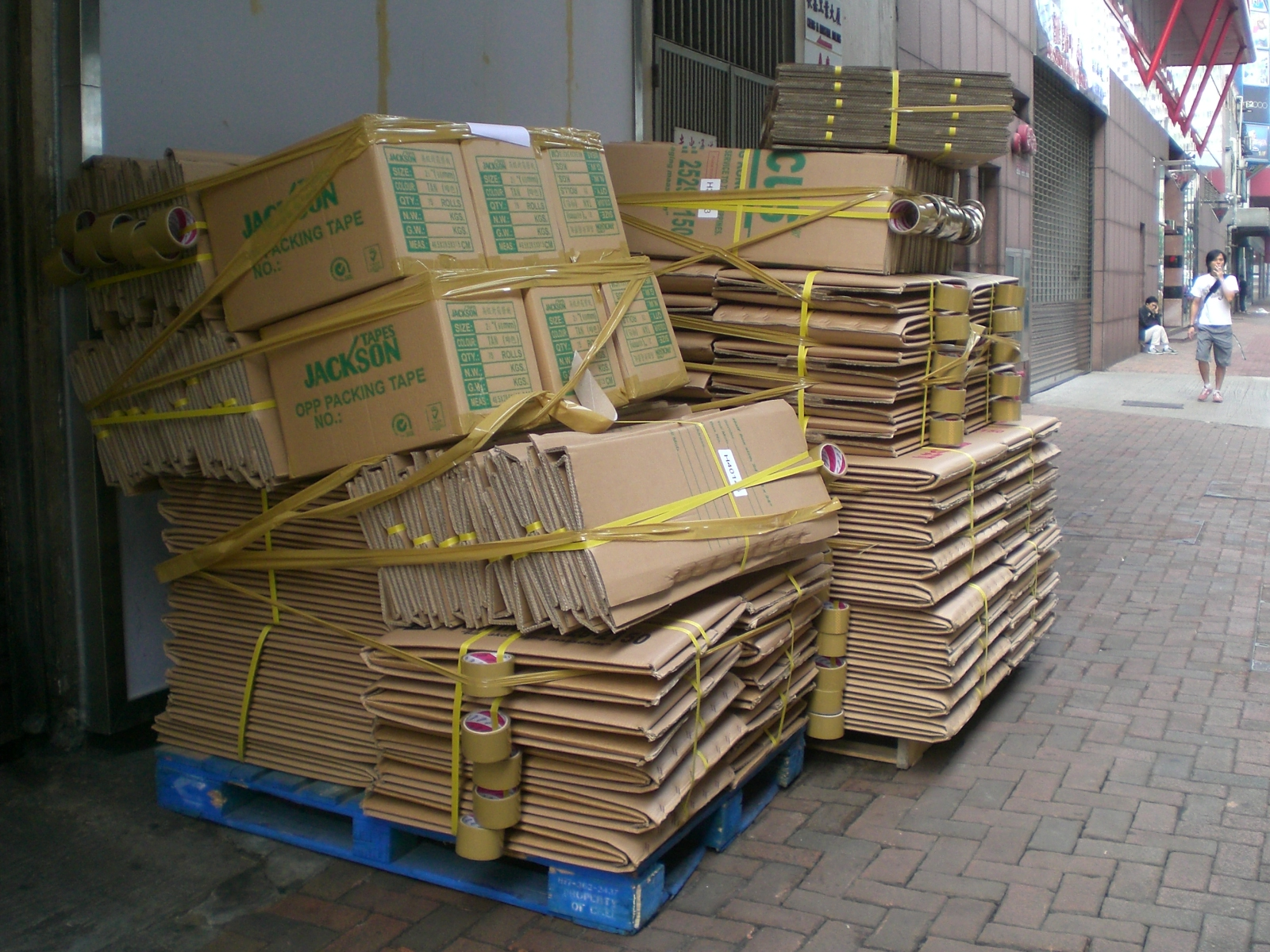
香港の段ボールメーカーに束ねられた段ボール箱（未使用）

段ボール（だんボール、英: corrugated cardboard）とは、板紙を多層構造で強靭にし、包装・梱包資材などに使用できるよう加工した板状の紙製品。素材としての段ボールシートのほか、再加工した段ボール箱など他の段ボール製品を指すこともある。「ダンボール」という表記もされる。

## 概要
段ボールは平らな紙（ライナー）と波状の紙（メディアム）が接着剤で貼合されて1つの構造体となっているものの呼称である。ライナーやメディアムの数によって、片面段ボール、両面段ボール、複両面段ボールと分類される。
段ボールの名は、原紙にボール紙（ボールは英語のboardに由来）を用いていたことと、断面の波型が階段状に見えることによる。段ボウルともいう。

## 歴史
段ボールは19世紀のイギリスにおいて当時流行していたシルクハットの内側の汗を吸い取るために開発された。のちに包装資材として利用されるようになったのは、アメリカ合衆国においてガラス製品の包装に使用されたのが始まりである。
日本の段ボール産業は、1909年にレンゴーの井上貞治郎、1910年に日本紙業の田島志一が、それぞれアメリカから技術を取り入れたことで始まった。創始時の製造状態は片面段繰機を主要機とし、裏面は手貼りという生産方法であった。「段ボール」という言葉を作ったのは井上とされる。

## 段ボールシート
狭義では段ボールとはこの段ボールシートを指し、本来の段ボールもこれのことだった。様々な段ボール製品の素材であり、ライナーにフルーテッド（波型）に加工した中芯を貼り付け、さらに裏側にライナーで補強したシート状（板状）のもの。
中芯の山の密度を指すフルートには、Aフルート、Bフルート、Cフルート、Eフルート、Fフルート、Gフルートまでが現在使用されており、Gに近づくほど細かい波形となる（CフルートだけはAとBの中間の厚み）。
一般に使用されるのは、Aフルート、Bフルート、E/F/Gフルート（マイクロフルート）である。また、表にBフルート裏にAフルートを貼り合わせたシートはBAフルート・ABフルートまたはWフルートと呼ばれる。段ボールシートの用途は一般的に製函用途が多いが、緩衝材やコンクリートパネルなどにも使用される。輸出梱包にはAAAフルート（トリプルウォール等）、AAフルート（バイウォール等）など特殊な段ボールが木箱や鉄枠のかわりに使用されることがある。
Wフルートについては、BCフルート、BBフルート、EBフルートもまたWフルートであり、これらBC、BB、EBフルートは日本国内では使用量も少なく、取り扱う企業も少ない。
近年、AフルートからCフルートへの変更を勧める企業が見受けられるが、薄くなるため強度は若干落ちる。しかし、海外工場（中国など）との包装設計の共有化を進めるには効果的である。

## シートの製造方法
段ボールはコルゲータ（コルゲートマシン）を通して製造される。コルゲータはシングルフェーサ、ダブルバッカー、カッターによって構成される。また、ライナーと中芯を接着するための製糊装置、さらに糊を溶かすための熱を発生させるためにボイラーが必要である。完成された段ボールは、プリスロ（プリンタースロッタ）によって印刷され、グルア（糊付機）またはステッチャ（段ボールを平線（針金）で接合する機械）によって段ボール箱へと加工されてゆく。箱の形状によってはダイカッタ（型抜機）によって型抜きして加工される。加工されて不要になった部分は裁ち落とし（裁落）として回収され、再び段ボール原紙として利用される。

### 段ボール原紙
段原紙ともいう。段ボール原紙はライナーと中芯（なかしん）に大別される。両方とも最初はロール紙の形をとっており、それをコルゲータにかけることによって両者を貼り合わせ、段ボールとなる。
中国広東省東莞市には、多くの段ボール原紙工場が集中しており、世界有数の産地となっている。ナイン・ドラゴンズ・ペーパー（玖龍紙業）、リー＆マン・ペーパー（理文造紙）などである。

#### ライナー
ライナー（JISP3902）の紙質はD、C、Kがあり、古紙の含有率で区別される。Dライナー（ジュートライナー）は古紙含有率100%、Cライナー（ジュートライナー）は古紙含有率90%以上、Kライナー（クラフトライナー）は古紙含有率50%以上である。Kライナーはクラフトライナーと呼ばれ、かつてはバージンパルプ100%で造られていたが、製紙の抄造技術が進歩したため、現在は古紙を含んでいる。Dライナーは印刷に不向きだが安価なため、パットなどの緩衝材として使用することが多いが、C・Kライナーに比較して市場使用量が少ない。この他、耐水・撥水、耐油、茶殻など機能性を高めた特殊ライナーがある。
ライナーの厚さの違いは斤量で表し、4、5、6、7の数字で表記され、数字が大きくなるほど厚くなる。紙質と重さを合わせた表現として、D4、C5、C6、K5、K6、K7の6種類があり、C6、K5、K6の3種類が一般的に使用されている。
日本最大のKライナー生産拠点は、北海道釧路市にある王子マテリア釧路工場である。

#### 中芯

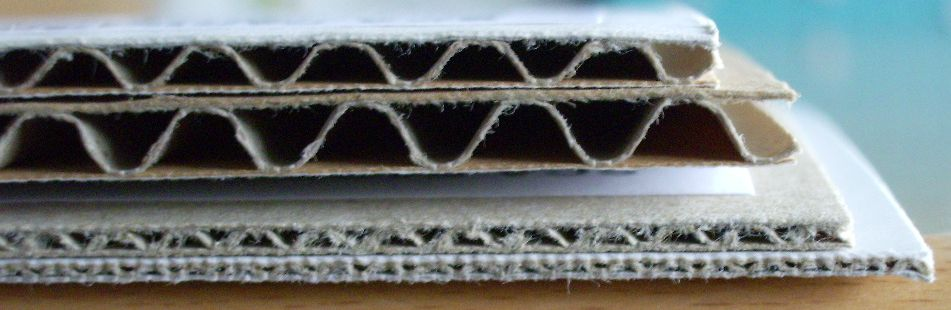
段ボールの断面。波状になっている部分が中芯。

中芯で使用する板紙は印刷するわけではないため、ライナーよりも質を落とす。中芯を波状加工したものはフルートと呼ばれ、Fと表記する。波状加工の高さ・繰り返し数の違いによって、いくつかの種類がある。

## 段ボール箱

段ボール箱

段ボール箱は、段ボールシートを素材とする箱である。軽さと強度、構造に由来する衝撃吸収性、何度も折り畳んでは組み立てられる利便性などから、宅配便、小包郵便物、引越し等の運輸業、または貯蔵の分野で、従来の木箱に取って代わるようになった。通常折り畳むと一枚の平坦な板状になる。日常的に「段ボール」という言葉を使う場合、この段ボール箱を指すことが多い。一般に言われる「蜜柑箱」「りんご箱」は本品である。
段ボール箱からは腐食性ガスがわずかながら発生するので、電子部品などの長期保存には向かない。また、引っ越しやインターネット通販などで使った段ボール箱を折り畳んで保管しておくとチャタテムシやゴキブリの棲み処になるため、使用後は古紙回収に出すことが望ましい。
蓋を折り込むことで段ボール箱だけでも組み立てられるが、構造的な強化のためにガムテープ、クラフトテープ、OPPテープなど粘着テープを使う。機械などの重量物を入れる場合は、接着剤や両面テープを使い、さらに真鍮ステップル（ホッチキス針の巨大な物）またはバンドで固定する。
A式（A形）、B式（B形）、C式（C形）などの形状がある。最も普及しているのはA式（A形）と呼ばれる形状で、箱の上下に開閉可能な蓋がついている（昔は蜜柑をA式の箱に入れることが多かったため、転じてA式の箱を指して蜜柑箱と呼ぶことも多い）。JISのコード番号で箱の形式をいう場合もあるが、実務ではあまり使用されていない (JIS Z 1507)。
段ボール箱の応用で、内側にポリエチレンなどの合成樹脂で作った袋を取り付け、液体包装に用いる容器も製造されている（バッグ・イン・カートン、バッグ・イン・ボックス）。

## 段ボール製品

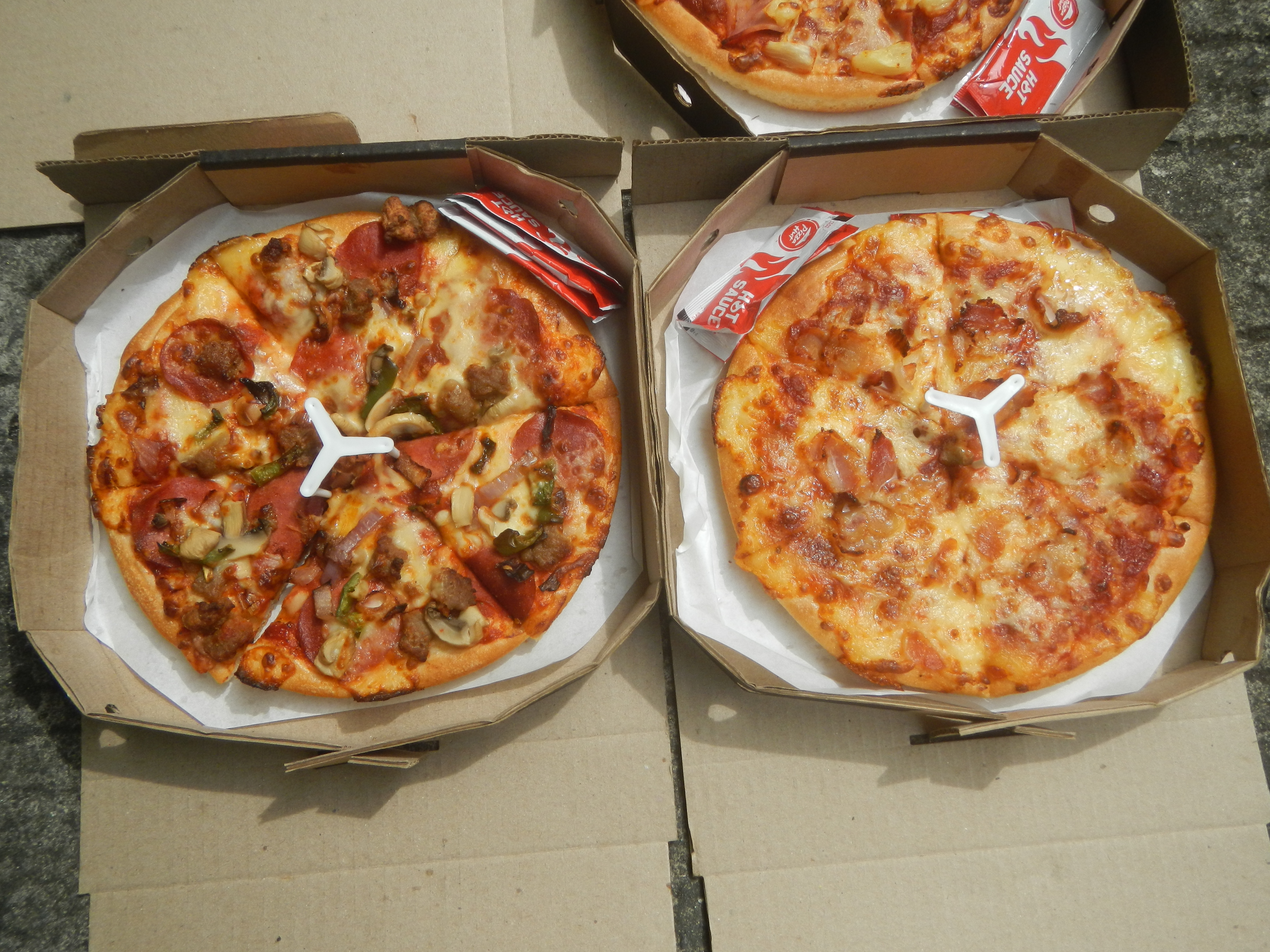
ピザが入った段ボール箱

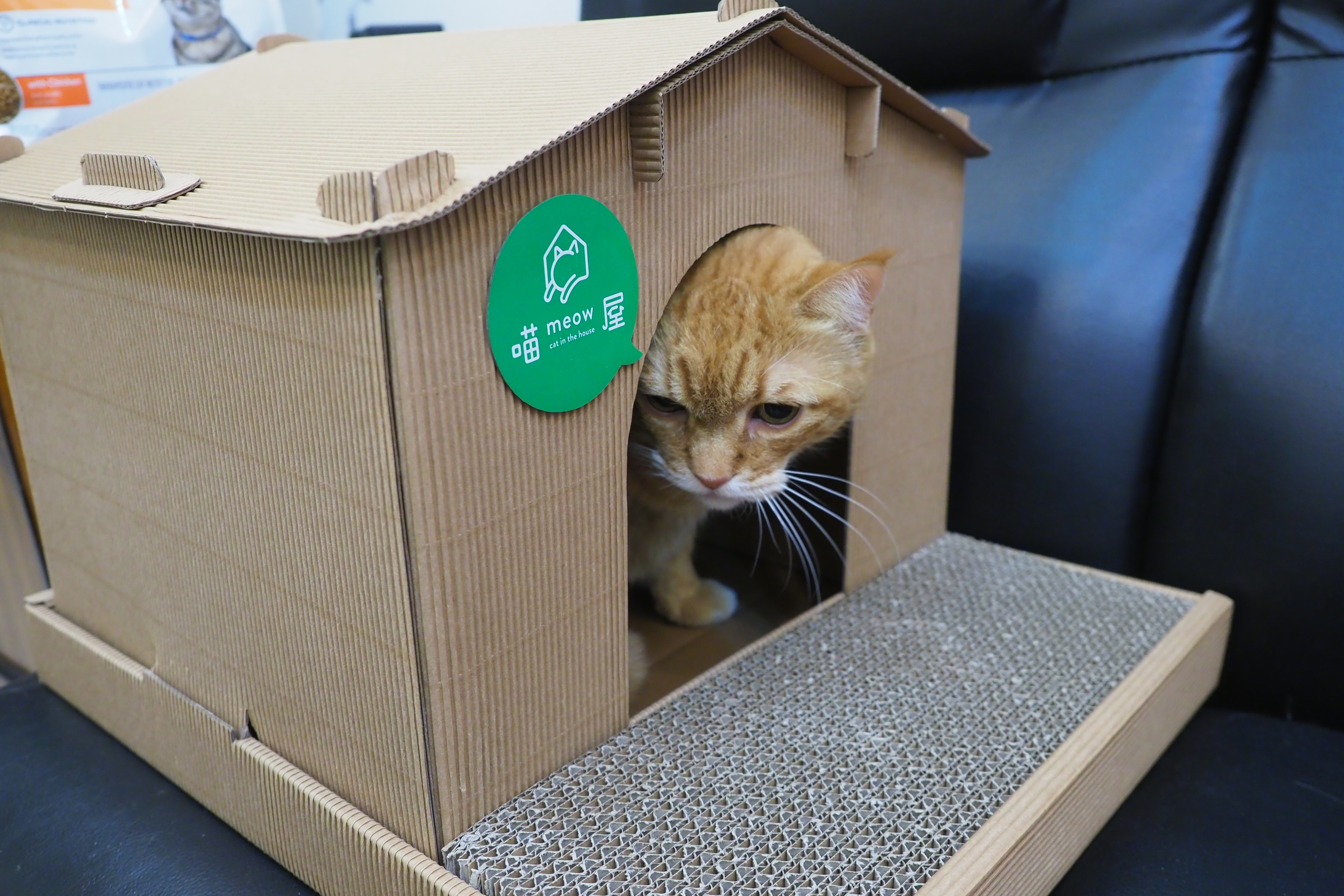
段ボール製のネコ用ペット用品

包装・保管容器としての段ボール箱の利用が最も一般的である。また、ピザなど、ファーストフードのパッケージなどにも使用される。書籍などを夾んで、封筒状にして用いる包装材料もある。変わったものでは段ボール製の葬儀用祭壇・棺桶があるが、日本国内ではあまり使用されていない。
段ボールシートを加工し、ベッドのような家具やテント、ノートのような文具などに使用する例もある。地震など災害時の避難所では、前述した組み立てテントの他、ベッドや間仕切り、敷物として使う例もある。災害用簡易トイレも作られている。
波打った断面部を表面にすることで吸音・遮音性もある程度あり、手作りの防音部屋用の素材としても使える。
段ボールシートを加工し、自作パソコンのケースとして販売されている製品もある（完全絶縁体なので漏電事故や電子干渉の心配がない）。
家電など梱包する商品の形状が規格化されている場合は、段ボールそのものにあらかじめ切れ込みを入れたり段ボールシートで作った固定用パーツを取り付けることで、緩衝材を用いずに梱包した商品を固定することも可能。これにより、梱包材のコストや緩衝材の削減、梱包時間の効率化につながる。

## プラスチック段ボール
プラスチックシートを段ロールで段繰り成型し、2枚のライナーシートを接着剤などで貼合する方法（コルゲート方式）、エクスルーダーで溶融したプラスチックを段ボール断面形状のダイスを通して押し出す方法（押出し成型方法）、様々な方法で中芯を成型するがライナーシートとの接着は全て熱融着する方法（組み合わせ方式）がある。耐水性と美粧性は紙段ボールに勝るが、剛性や価格は紙段ボールに劣る。

## 強化ダンボール
強化ダンボールは、複両面段ボールを両面段ボールに省資源化しても強度面で同等という方式。具体的な方法は中芯原紙をより強度のある素材や樹脂コーティングなどの特殊加工などを施して強度アップを図ろうというものである。
包装箱自体の軽さを維持しつつ、強度を上げることで高く積み上げた際の下側に対する荷崩れを防止することができ、省資源、包装費の低減、輸送費の削減、保管スペースの減少といったメリットがある。将来性には疑問が呈されているが、段ボール自体の二重底を活用した切り込み加工など、より組み立てコストや部品点数を簡便にする研究が行われている。
段ボールの特性を活かせるため、プラスチックの削減や、木枠の梱包箱の代替として用いられることがある。